# Жубанова, Ажар Ахметовна
Ажар Ахметовна Жубанова (05.04.1941) — советский и казахстанский учёный в области микробиологии, педагог, доктор биологических наук, профессор, Академик Национальной Академии Естественных Наук Республики Казахстан, «Почетный работник образования РК».

## Биография
Родилась 5 апреля 1941 года в городе Алматы.
В 1958 году окончила среднюю школу № 10 г. Алматы.
С 1958 по 1964 училась на биолого-почвенном факультете МГУ им. М. В. Ломоносова. Специальность — «Физиология растений».
27 ноября 1974 года защитила кандидатскую диссертацию в Институте экспериментальной и клинической онкологии АМН СССР (г. Москва) по теме «Некоторые стороны липидного обмена при дисгормональных опухолях».
19 мая 1995 года защитила докторскую диссертацию в Институте микробиологии и вирусологии НАН РК по теме «Управление ростом и метаболической активностью иммобилизованных клеток микроорганизмов».

## Трудовая деятельность
• 1964—1966 — старший лаборант кафедры «Физиологии и биохимии растений» КазГУ им. С. М. Кирова
• 1966—1975 — младший научный сотрудник лаборатории «Биохимии опухолей» КазНИИ онкологии и радиологии М3 КазССР
• 1975—1985 — старший преподаватель, доцент кафедры органической и биологической химии Алма-Атинского зооветеринарного института
• 1986—1996 — доцент по науке, доцент кафедры микробиологии КазГУ им. Аль-Фараби
• 1996—2000 — профессор кафедры микробиологии КазГУ им. Аль-Фараби
• 2000—2001 — декан биологического факультета КазНУ им. Аль-Фараби
• 2001—2009 — зав. каф. микробиологии КазНУ им. Аль-Фараби
• 2009 г. — по настоящее время — профессор кафедры биотехнологии КазНУ им. Аль-Фараби

## Научная деятельность
Автор 500 научно-практических работ. Под ее руководством защищено 20 кандидатских, 5 докторских и 3 PhD диссертации.
Научные интересы А. А. Жубановой связаны с решением важных практических задач микробиологии, биотехнологии и экологии. Ею разработаны способы получения этанола, молочной кислоты, ферментированных напитков с помощью
иммобилизованных клеток микроорганизмов, приоритетность которых защищена 6-тью патентами РК.
• АВТОРСКИЕ СВИДЕТЕЛЬСТВА,ПРЕДПАТЕНТЫ И ПАТЕНТЫ:
1. Пат. 1413. Способ получения этанола из молочной сыворотки с помощью иммобилизованных дрожжей / Шигаева М. X., Жубанова А. А., Шупшибаев К. К. — № 940689.1 ; заявл.29.06.94 ; опубл. 15.12.94, Бюл. № 4.
2. Пат. 1414. Способ получения этанола из молочной сыворотки / Шигаева М. X., Жубанова А. А., Шупшибаев К. К. — № 940690.1 ; заявл. 29.06.94 ; опубл. 15.12.94., Бюл. № 4.
3. Пат. 1415. Способ получения молочной кислоты / Шигаева М. X., Жубанова А. А., Шупшибаев К. К, Дощанова Б. К., Кунчич А. В., Кабидолданова Г. Ж. — N 940698 ; заявл. 27.07.94 ; опубл. 15.12.94, Бюл. № 4.
4. Пат. 1415 Способ получения молочной кислоты /Шигаева М. X., Жубанова А. А., Шупшибаев К. К., Дощанова Б. К., Кунчич А. В., Кабилдолданова Г. Ж. — № 940798.; 1994.
5. Пат. 1416. Способ получения молочной кислоты /Шигаева М. X., Жубанова А. А., Шупшибаев К. К, Дощанова Б. К., Кунчич А. В., Кабидолданова Г. Ж. — № 940797.1 ; заявл.27.07.94 ; опубл. 15.12.94., Бюл. № 4.
6 . Пат. 1426. Способ получения молочной кислоты /Шигаева М. X., Жубанова А. А., Шупшибаев К. К., Дощанова Б. К., Кунчич А. В., Кабилдолданова Г. Ж. — № 940797.1 ; 1994.
7. А. с. 23595. Способ бестарного хранения мяса / Т. В. Бужеева, А. А. Жубанова, Б. А. Рскелдиев, Д. Кирбаева. — Заявл.07.09.98.
8 . Предпатент 22996 РК. Способ получения этанола с помощью иммобилизовнных клеток / С. М. Тажибаева, К. Б. Мусабекова, А. А. Жубанова, И. Э. Дигель, А. Б. Оразымбетова; опубл. 15.09.99, Бюл. № 9.
9. Предпатент 23366 РК. Способ иммобилизации дрожжевых клеток / С. М. Тажибаева, К. Б. Мусабекова, А. А. Жубанова, И. Э. Дигель, Оразымбетова А. Б. ; опубл. 15.11.99 ;Бюл. № 11.
10. Предпатент 36250 РК. Способ биологической очистки сточных вод от ионов свинца / С. М. Тажибаева, К. Б. Мусабеков, А. Б. Оразымбетова; опубл. 20.09.01, Бюл. № 10.
11. Предпатент 14818 РК, МПК Е 01В 27/06. Способ очистки щебеночного балласта железнодорожного пути от нефтяного загрязнения / Г. М. Тюлебаева, А. А. Жубанова, Т. Ж. Тулемисова, Д. Б. Джусупова, А. С. Баубекова; опубл. 15.09.04, Бюль № 9.
12. Пат. 51899. Способ биологической очистки сточных вод промышленных предприятий от ионов тяжелых металлов кадмия и цинка / Шупшибаев К. К., Садвакасова А. К. ; 07.11.05.
13. А. с. 2005/1238.1. Кормовая добавка для повышения яйценоскости кур-несушек и способ ее применения / Б. К. Заядан, Д. К. Кирбаева, К. К. Шупшибаев ; 28.10.05.
14. А. с. 2006/0998.1. Кормовая добавка для увеличения привеса цыплят и способ ее применения / Б. К. Заядан, Д. К. Кирбаева, К. К. Шупшибаев ; 06.09.06.
15. А. с. 20550, МПК C12N 1/20. Питательная среда для культивирования бифидобактерий / И. С. Савицкая, А. С. Кистаубаева, К. К. Шупшибаев ; 05.06.07.
16. А. с. 21917, МПК C12N 1/20 (2006.01). Иммобилизованный биопрепарат-пробиотик «Рисо-Лакт» / И. С. Савицкая, А. С. Кистаубаева, К. К. Шупшибаев ; 21.10.08.
17. Регистрационное свидетельство на биологически активную добавку к пище «Рисо-Лакт» к применению на территории Республики Казахстан Министерством здравоохранения РК и Комитетом государственного санитарноэпидемиологического надзора. РК-БАД. -№ 000804 ; 28.11.08.
18. Регистрационное свидетельство на биологически активную добавку «Spirulina life». СТ НИИ ПББ. — № 39924387-01-2009.
19. Стандарт организации на биологически активную добавку к пище «Рисо-Лакт». СТ НИИ ПББ . — № 39924387-01-2008.20. Пат. WO/2012/138207. Способ получения углеродного энтеросорбента «ИНГО-2» / Мансуров 3. А., Савицкая И. С.,
Кистаубаева А. С., Бийсенбаев М. А., Тулейбаева Ш. А.,Николаева А. Ф. (Евразийское патентное ведомство); заявл. 10.11.12. ; опубл. 08.30.13.
21. А. с. Способ очистки сточных вод от ионов Си2+ и РЬ2+ с помощью биосорбентов. / М. Тажибаева, А. Б. Оразымбетова, К. Б. Коржынбаева, К. Б. Мусабеков, М. М. Буркитбаев. — № 26063 ; 14.09.14, Бюл. № 9.
22. Patent WO 2012/138207 Al. Method for production of «Ingo-2» carbon enterosorbent / Mansurov Z. A., Savickaya I. S.,Kistaubaeva A. S., Biysenbaev M. A., Tuleubaeva Sh. A. ; pub. date 11.10.12.
23. Patent WO 2012/138207-A1. Produsing carbon enterosorbent used in pharmaceutical for treating acute poisoning, by washing, and drying plant raw material, preferably husk, carbonizing product, subjecting product to isothermal ageing and neutralizing product / Biysenbaev M. A., Kistaubayeva A. S., Mansurov Z. A.,Nikolaeva A. F., Savickaya I. S., Tuleubaeva Sh. A. ; pub. date 11.10.12.

## Награды и звания
1. Доктор биологических наук (1996)
2. Профессор (1996)
3. Академик Национальной Академии Естественных Наук Республики Казахстан (2008)
4. «Почетный работник образования РК»
5. Медаль «Ветеран труда»
6. «Лучший преподаватель ВУЗа РК» (2007)
7. Медаль «10 лет Астане» (2008)
8. Серебряный медаль КазНУ им. Аль-Фараби (2009)
9. Орден «Курмет» (2013)